# King Sabata Dalindyebo
King Sabata Dalindyebo – gmina w Republice Południowej Afryki, w Prowincji Przylądkowej Wschodniej, w dystrykcie O.R. Tambo. Siedzibą administracyjną gminy jest Umtata.